# WWE SmackDown
WWE SmackDown (SmackDown, Friday Night SmackDown, ранее SmackDown!) — телевизионная рестлинг-программа от WWE, созданная в 1999 году, которая в настоящее время транслируется в прямом эфире в США по пятницам на канале USA Network.
Пилотный эпизод SmackDown! вышел в эфир 29 апреля 1999 года на канале UPN, 26 августа 1999 года SmackDown! официально дебютировал в Канзас-Сити на «Кемпер-арене». В настоящее время шоу считается одним из двух флагманских, наряду с WWE Raw.
С 5 апреля 2021 года WWE Network прекратила свою деятельность в США, а весь контент был перенесен на канал Peacock, где в настоящее время размещено большинство эпизодов SmackDown, за исключением контента, который был подвергнут цензуре.
В своей истории SmackDown транслировался с 163 различных арен в 148 городах в семи разных странах: США, Канаде, Великобритании, Ираке (в 2003 и 2004 годах), Японии (2005), Италии (2007) и в Мексике в 2011 году. Шоу отметило 15-летие 10 октября 2014 года и 1000-й эпизод 16 октября 2018 года.

## История

### UPN (1999—2006)

WWF SmackDown! логотип, используемый с 26 августа 1999 года по 5 августа 2001 года.

WWF SmackDown! был создан, чтобы конкурировать с вечерним шоу World Championship Wrestling (WCW) по четвергам — Thunder. SmackDown! впервые появился 29 апреля 1999 года на канале UPN в качестве отдельного телевизионного спецвыпуска, использовавшего декорации Raw. 26 августа 1999 года SmackDown! официально дебютировал на UPN. Как и Thunder, SmackDown! записывался по вторникам, а затем транслировался по четвергам. Новое шоу WWF было настолько популярным, что WCW перенесла Thunder на среду, чтобы не конкурировать с ним напрямую. На протяжении всего раннего периода Скала называл SmackDown! «моё шоу», ссылаясь на то, что название было получено из одной из его фраз, «Lay the smack down». В марте 2002 года WWF ввела «разделение брендов», согласно которому Raw и SmackDown! будут иметь отдельные составы исполнителей, которые будут эксклюзивными для их соответствующих программ и мероприятий, и будут позиционироваться во вселенной как конкурирующие бренды.
В 2004-05 годах SmackDown! собирал в среднем 5,1 миллиона зрителей, что сделало его вторым по рейтингу шоу UPN после «Топ-модели по-американски». После отмены сериала «Звездный путь: Энтерпрайз», SmackDown! переместился на вечера пятниц с 9 сентября 2005 года. WWE впоследствии объявила, что шоу будет переименовано в Friday Night SmackDown!, чтобы подчеркнуть новое расписание.

### The CW, MyNetworkTV (2006—2010)
В январе 2006 года корпорации CBS и Warner Bros. Entertainment объявили, что UPN и The WB объединятся и осенью этого года образуют новую сеть под названием The CW. В рамках этого объявления The CW объявил, что продлит Friday Night SmackDown! ещё на два сезона в рамках своего стартового расписания, в котором были использованы самые сильные программы двух его предшественников. 22 сентября 2006 года Friday Night SmackDown! показала свой первый эпизод на The CW.
The CW отказался продлевать SmackDown, в результате чего в октябре 2008 года шоу было взято MyNetworkTV, второй новой сетью, которая была создана Fox Entertainment Group. Премьера сезона SmackDown на MyNetworkTV, сохранив прежний тайм-слот по пятницам, стала самой рейтинговой программой в истории начинающей сети и собрала 3,2 миллиона зрителей. 20 марта 2009 года SmackDown отпраздновал свой 500-й эпизод.

## SmackDown на российском телевидении
С 2000 по 2002 на канале СТС выходила программа «Мировой реслинг», которая являлась сокращённой 45-минутой международной версией шоу WWF/WWE SmackDown!, комментаторами являлись актёры озвучивания Всеволод Кузнецов и Александр Новиков и на канале 2х2 с 2011 по 2019 год, которая являлась часовой версией программы.
С 11 января 2020 до 2022 года SmackDown вновь транслировался в России, на телеканале «Матч! Боец», но, в отличие от предыдущих трансляций канал показывал полную версию шоу в прямом эфире. Места за комментаторским столом занимали Михаил Вахнеев и Артём Давыдов.

## В культуре
Программа заработала огромную популярность и внесла такой же вклад в популяризацию реслинга как спортивного развлечения вплоть до того, что слово SmackDown 10 июля 2007 года попало в один из крупнейших словарей английского языка в значении: «состязание в реслинге», «сокрушительное поражение», «вражда между соперниками» и «сильнейший бросок». Оксфордский словарь английского языка отслеживает использование слова SmackDown по крайней мере c 1990 года, но отмечает, что рестлинг-шоу «популяризировало» этот термин.